# Тети Елеро (Кунео)
Тети Елеро је насеље у Италији у округу Кунео, региону Пијемонт.
Према процени из 2011. у насељу је живело 51 становника. Насеље се налази на надморској висини од 342 м.